# Owarimonogatari
Owarimonogatari (終物語) es la decimotercera novela de la serie Monogatari y está compuesta por 3 volúmenes los cuales están conformados por siete arcos, esta novela pertenece a la tercera temporada de las novelas ligeras. Una adaptación al anime por parte del estudio de animación Shaft dividió la novela en 2 temporadas, la primera la cual se estrenó del 3 de octubre de 2015 al 19 de diciembre del mismo año adapta el volumen 1 y 2, precisamente los arcos de Fórmula Ougi, Acertijo Sodachi, Perdida Sodachi y Correo Shinobu. La segunda temporada anima el tercer volumen de la novela, adaptando los arcos Infierno Mayoi, Cita Hitagi y Oscuridad Ougi.

## Argumento

### Primer volumen
El primer volumen contiene los arcos Fórmula Ougi, Acertijo Sodachi y Perdida Sodachi. 

#### Fórmula Ougi
Fórmula Ougi habla acerca de la primera aparición cronológica de Ougi Oshino y una discusión que tiene con Koyomi acerca de un "juicio escolar" que se realizó en su primer año en la preparatoria Naoetsu y como afectó a su vida posteriormente.

#### Acertijo Sodachi
Acertijo Sodachi narra el regreso de Sodachi Oikura a la Preparatoria Naoetsu y su reencuentro con Araragi, también explica como Koyomi se volvió bueno en las matemáticas y el pasado de Sodachi. 

#### Perdida Sodachi
Perdida Sodachi continúa la historia de Acertijo Sodachi, Sodachi se ausento de la preparatoria debido a una discusión que tuvo con Hitagi la cual acabó en golpes y ambas se ausentaron por un tiempo. Aquí se amplía el pasado de Sodachi, su relación con Araragi y las dificultades que Sodachi tuvo que pasar por su infancia.

### Segundo volumen
- Datos: Q15707054